# Тоффія
Тоффія (італ. Toffia) — муніципалітет в Італії, у регіоні Лаціо,  провінція Рієті.
Тоффія розташована на відстані близько 45 км на північний схід від Рима, 23 км на південний захід від Рієті.
Населення — 1067 осіб (2014).
Щорічний фестиваль відбувається 10 серпня. Покровитель — San Lorenzo Siro.

## Демографія
Населення за роками:

Станом на 1 січня 2023 року в муніципалітеті офіційно проживало 170 іноземців з 31 країни, серед них 45 громадян країн Євросоюзу та 16 громадян України.

## Сусідні муніципалітети
- Кастельнуово-ді-Фарфа
- Фара-ін-Сабіна
- Нерола
- Поджо-Натіво